# Espérance Sportive de Tunis (Basketball)
Die Basketballabteilung des Espérance Sportive de Tunis wurde 1946 gegründet und war Teil des gleichnamigen Sportvereins aus Tunis. Die Sektion wurde 1995 aufgelöst.
Seit dem letzten Meistertitel 1980 stagnierte die Mannschaft sportlich und pendelte meist im Mittelfeld der Liga. Trotz eines Pokalsiegs 1994 wurde die Abteilung nach dem erneuten Verpassen der Play-offs 1995 schließlich aufgelöst.
Am 30. Oktober 2011 kündigte Vereinspräsident Hamdi Meddeb während einer Versammlung die Wiederbelebung der Basketballabteilung an. Im Zuge dessen entstanden zwei Jugendmannschaften, die jeweils unter den Initialen EST spielten: Espoir Sportif Tunisien und Essor Sportif Tunisien. Diese Teams sollten perspektivisch in den Hauptverein integriert werden, was jedoch nie umgesetzt wurde.

## Erfolge

### Herrenmannschaft
- Tunesische Meisterschaft (3)
  - 1977, 1979, 1980
- Tunesischer Pokal (6)
  - 1977, 1978, 1979, 1987, 1989, 1994
- Zweitligameister (1)
  - 1959
- Meister der dritten Liga (1)
  - 1958

### Damenmannschaft
- Tunesische Meisterschaft (6)
  - 1960, 1961, 1962, 1982, 1983, 1984
- Tunesischer Pokal (3)
  - Sieger: 1983, 1984, 1988
  - Finalist: 1977, 1986

## Tunis Derby
Die Basketballmannschaft der Espérance Sportive de Tunis trug während ihrer aktiven Zeit eines der bedeutendsten Tunis Derby gegen die Basketballmannschaft des Club Africain aus. Die Rivalität zwischen den beiden Vereinen besteht seit langem und prägt den Sport in Tunis. Heute wird das Derby weiterhin regelmäßig im Fußball und Handball ausgetragen.

## Ehemalige Spieler
- Abdelhamid Saïdane (1946–1948 und 1957–1969)